# Quinnipiac (fleuve)
Ne pas confondre avec la tribu indienne des Quinnipiac.
Le Quinnipiac est un fleuve qui coule au nord-est des États-Unis et se jette par la Long Island Sound dans l'océan Atlantique Nord. Son tracé de 61 km se limite uniquement au Connecticut.

## Description
Le fleuve prend sa source dans les marais de Deadwood Swamp à l'ouest de la cité de New Britain. Il se dirige approximativement vers le sud en direction de Plainville où son débit devient suffisant pour qu'il soit navigable avec un canot. Il passe ensuite à proximité des localités de Southington, Meriden, Cheshire, Wallingford, Yalesville et North Haven. Il se jette dans le port de New Haven Harbor, une baie du Long Island Sound située à l'est de la banlieue de la ville de New Haven.
Sa longueur est de 61 km et son bassin a une superficie de 427 km2. Le fleuve dispose de quatre barrages qui empêchent la navigation. Seules les petites embarcations peuvent emprunter le fleuve.
Son nom provient d'un mot algonquin signifiant « Terre de l'eau étendue ». Un chemin de randonnée longe sa rive occidentale à l'intérieur du parc d'État du fleuve Quinnipiac (Quinnipiac River State Park). Le cours d'eau a souffert de la pollution durant les XIXe et XXe siècles à cause d'une forte présence résidentielle et industrielle à proximité. Le fleuve sera le sujet des toutes premières mesures du contrôle des pollutions de l'État du Connecticut. En 1886, l'état interdit ainsi à la cité de Meriden de rejeter ses eaux usées dans le fleuve. En 1891, une station de traitement des eaux usées est construite pour répondre à cette interdiction.
Néanmoins, en 1914, l'organisme de la santé de l'état rapporte que la majorité des poissons du fleuve sont disparus à son embouchure. Des nouvelles mesures de protection sont signées en 1967 et 1972. Le niveau de cuivre a diminué de 70 % durant les années 1980. Le débordement des égouts de la ville de New Haven en cas de fortes pluies reste un problème majeur.

## Ponts importants sur le fleuve
- Tomlinson Bridge (U.S. Route 1) ;
- Pearl Harbor Memorial Bridge (Interstate 95) ;
- Ferry Street Bridge ;
- Grand Avenue Bridge ;
- I-91 Bridge (Interstate 91) ;
- Middletown Avenue Bridge.